# Distrito de Stendal
El Distrito de Stendal (en alemán: Landkreis Stendal) es un Landkreis ubicado al nordeste del estado federal alemán de Sajonia-Anhalt. Los territorios vecinos corresponden, al norte al distrito de Prignitz del estado de Brandeburgo, al este limita igualmente con los distritos brandeburgueses de Prignitz Oriental-Ruppin y Havelland; al sur con los distritos de Sajonia-Anhalt de Comarca de Jerichow y Ohre y al oeste el distrito de Altmark-Salzwedel; así como al noroeste se encuentra el distrito de Lüchow-Dannenberg del estado de Baja Sajonia. La capital del distrito recae sobre la ciudad Stendal.

## Geografía
El distrito de Stendal comprende parte del Altmark. Los ríos más importantes son el Elba, Biese, Aland y Uchte.

## Población del distrito
131.267 habitantes a 30 de junio de 2005
115.471 habitantes a 31 de diciembre de 2013

### Ciudades/municipios
- Havelberg (7.584)

### Agrupaciones administrativas
(*(Posición de la Administración)
| - VG Arneburg-Goldbeck 1. Altenzaun (132) 2. Arneburg, Ciudad (1.728) 3. Baben (194) 4. Beelitz (92) 5. Behrendorf (526) 6. Bertkow (316) 7. Eichstedt (471) 8. Goldbeck * (1.338) 9. Hassel (862) 10. Hohenberg-Krusemark (654) 11. Iden (966) 12. Klein Schwechten (544) 13. Lindtorf (413) 14. Rochau (727) 15. Sandauerholz (166) 16. Sanne (182) 17. Schwarzholz (260) 18. Werben, Ciudad (853) - VG Bismark/Kläden 1. Badingen (510) 2. Berkau (487) 3. Bismark, Ciudad (3.292) 4. Büste (387) 5. Dobberkau (315) 6. Garlipp (199) 7. Grassau (287) 8. Hohenwulsch (426) 9. Holzhausen (113) 10. Käthen (143) 11. Kläden * (741) 12. Könnigde (171) 13. Kremkau (224) 14. Meßdorf (738) 15. Querstedt (247) 16. Schäplitz (118) 17. Schernikau (458) 18. Schinne (484) 19. Schorstedt (307) 20. Steinfeld (Altmark) (328) | - VG Elbe-Havel-Land 1. Fischbeck (Elbe) (691) 2. Hohengöhren (450) 3. Kamern (747) 4. Klietz (1.681) 5. Neuermark-Lübars (354) 6. Sandau (Elbe), Ciudad (1.047) 7. Schönfeld (252) 8. Schönhausen (Elbe) * (2.051) 9. Schollene (1.405) 10. Wulkau (452) 11. Wust (891) - VG Osterburg 1. Ballerstedt (313) 2. Düsedau (362) 3. Erxleben (494) 4. Flessau (1.018) 5. Gladigau (393) 6. Hindenburg (422) 7. Königsmark (533) 8. Krevese (539) 9. Meseberg (377) 10. Osterburg (Altmark), Ciudad * (7.150) 11. Rossau (442) 12. Walsleben (472) - VG Seehausen (Altmark) 1. Aulosen (233) 2. Beuster (526) 3. Boock (304) 4. Bretsch (642) 5. Falkenberg (265) 6. Gagel (125) 7. Geestgottberg (398) 8. Gollensdorf (304) 9. Groß Garz (796) 10. Heiligenfelde (234) 11. Kossebau (297) 12. Krüden (706) 13. Lichterfelde (325) 14. Losenrade (161) 15. Losse (130) 16. Lückstedt (598) 17. Neukirchen (Altmark) (271) 18. Pollitz (304) 19. Schönberg (571) 20. Seehausen (Altmark), ciudad * (4.289) 21. Wahrenberg (359) 22. Wanzer (119) 23. Wendemark (232) | - VG Stendal-Uchtetal 1. Buchholz (292) 2. Dahlen (670) 3. Groß Schwechten (636) 4. Heeren (584) 5. Insel (753) 6. Möringen (790) 7. Nahrstedt (297) 8. Staats (276) 9. Stendal, Ciudad * (37.451) 10. Uchtspringe (1.446) 11. Uenglingen (1.044) 12. Vinzelberg (294) 13. Volgfelde (197) 14. Wittenmoor (280) - VG Tangerhütte-Land 1. Bellingen (292) 2. Birkholz (420) 3. Bittkau (756) 4. Cobbel (269) 5. Demker (381) 6. Grieben (792) 7. Hüselitz (290) 8. Jerchel (147) 9. Kehnert (380) 10. Lüderitz (1.162) 11. Ringfurth (312) 12. Schernebeck (249) 13. Schönwalde (Altmark) (121) 14. Tangerhütte, Ciudad * (6.016) 15. Uchtdorf (292) 16. Uetz (205) 17. Weißewarte (461) 18. Windberge (308) - VG Tangermünde 1. Bölsdorf (325) 2. Buch (398) 3. Grobleben (106) 4. Hämerten (219) 5. Langensalzwedel (183) 6. Miltern (407) 7. Schelldorf (218) 8. Storkau (Elbe) (176) 9. Tangermünde, Ciudad * (9.714) |